# Frequenza di Brunt-Väisälä

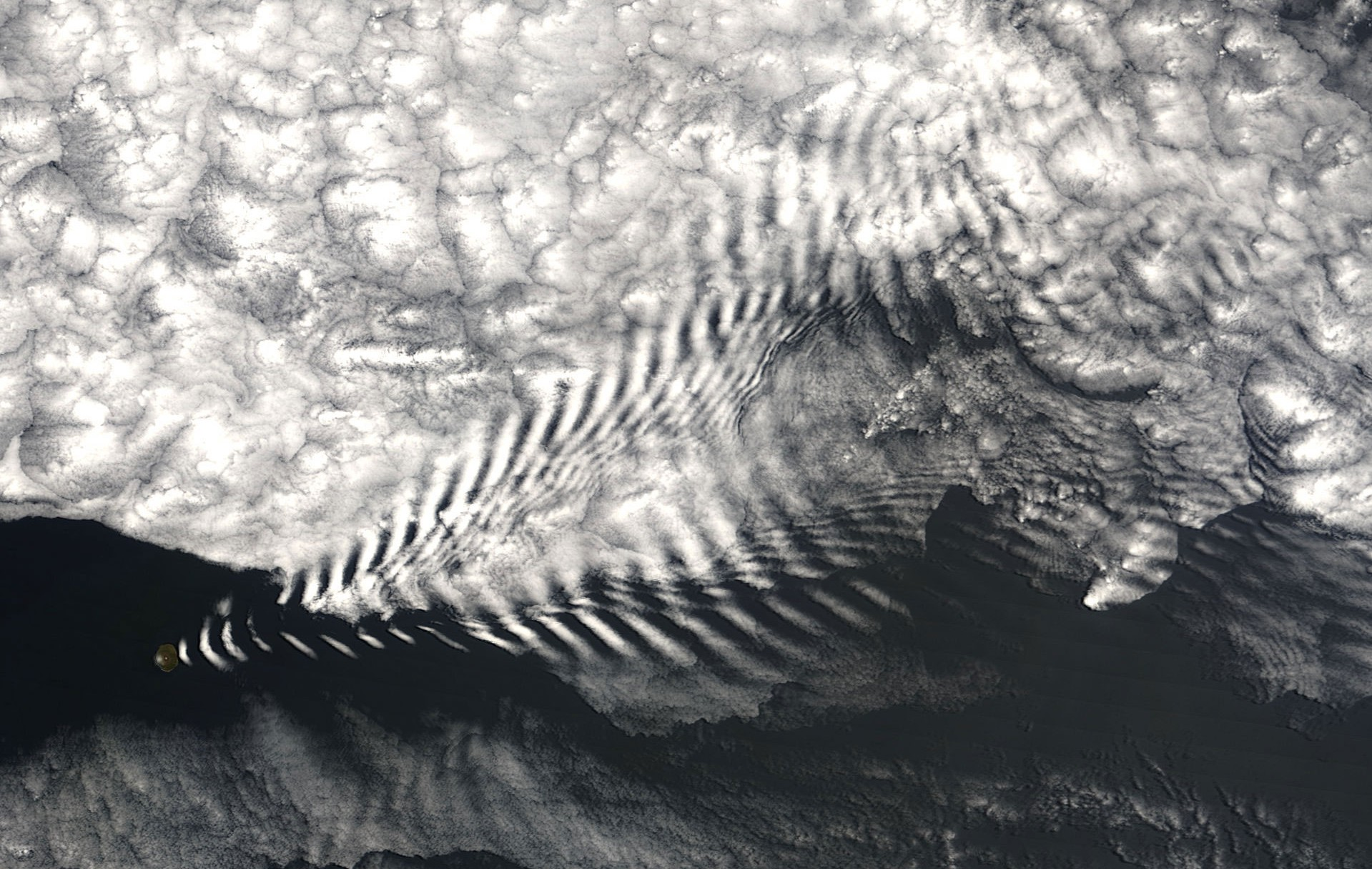
Nube ad onda sull'isola Amsterdam nell'Oceano indiano. La spaziatura tra le bande alternate di nubi a sottovento è regolata dalla frequenza di Brunt-Väisälä.

Nel campo della dinamica atmosferica, oceanografia e geofisica, la frequenza di Brunt-Väisälä è la frequenza angolare alla quale oscilla una particella soggetta ad uno spostamento verticale entro un ambiente staticamente stabile.

Il nome deriva da quello dei meteorologi David Brunt gallese e Vilho Väisälä finlandese.

## Formalismo matematico per un fluido generico
Consideriamo una particella fluida (di acqua o gas) di densità {\displaystyle \rho _{0}} posta in un ambiente la cui densità è funzione dell'altezza {\displaystyle z}: 
{\displaystyle \rho =\rho (z)}.
Se la particella subisce uno spostamento che comporta un piccolo incremento verticale {\displaystyle z'}, essa sarà soggetta ad una forza gravitazionale addizionale rispetto all'ambiente circostante pari a:
{\displaystyle \rho _{0}{\frac {\partial ^{2}z'}{\partial t^{2}}}=-g(\rho (z)-\rho (z+z'))}
dove {\displaystyle g} è l'accelerazione di gravità ed è definita positiva.
Possiamo fare un'approssimazione lineare a {\displaystyle \rho (z+z')-\rho (z)={\frac {\partial \rho (z)}{\partial z}}z'}, e spostare {\displaystyle \rho _{0}} al secondo membro:
{\displaystyle {\frac {\partial ^{2}z'}{\partial t^{2}}}={\frac {g}{\rho _{0}}}{\frac {\partial \rho (z)}{\partial z}}z'}
Si ottiene un'equazione differenziale del secondo ordine le cui soluzioni sono:
{\displaystyle z'=z'_{0}e^{{\sqrt {-N^{2}}}t}\!}
dove la frequenza di Brunt–Väisälä {\displaystyle N} è:
{\displaystyle N={\sqrt {-{\frac {g}{\rho _{0}}}{\frac {\partial \rho (z)}{\partial z}}}}}
Per valori negativi di {\displaystyle {\frac {\partial \rho (z)}{\partial z}}}, {\displaystyle z'} ha soluzioni oscillanti e N dà la frequenza angolare.

Per valori positivi, il fluido diviene staticamente instabile.

## Meteorologia e oceanografia
La frequenza di Brunt-Väisälä corrisponde alla frequenza di un'onda di gravità, che gioca un ruolo importante negli scambi energetici della geofisica, in particolare nel caso della dinamica atmosferica e dell'oceanografia fisica.

Tra gli altri parametri la frequenza di Brunt-Väisälä regola l'altitudine e la spaziatura tra le bande di cumuli o di altocumulus lenticularis a valle delle montagne come pure la distanza tra le creste del moto ondoso oceanico.
Nell'atmosfera si ha
{\displaystyle N\equiv {\sqrt {{\frac {g}{\theta }}{\frac {d\theta }{dz}}}}},
dove {\displaystyle \theta } è la temperatura potenziale, {\displaystyle g} è l'accelerazione di gravità locale, e {\displaystyle z} è l'altitudine.
Nell'oceano, dove la salinità diventa importante, o nei laghi d'acqua dolce dove a temperature prossime al punto di congelamento dell'acqua, la densità non è più una funzione lineare della temperatura, si ha
{\displaystyle N\equiv {\sqrt {-{\frac {g}{\rho }}{\frac {d\rho }{dz}}}}},
dove {\displaystyle \rho }, la densità potenziale, dipende sia dalla temperatura che dalla salinità.